# XOOPS
XOOPS son las siglas en inglés de eXtensible Object Oriented Portal System (Sistema de portal extensible orientado a objetos). Comenzó como un sistema de portal; sin embargo, XOOPS se ha convertido en un Sistema de gestión de contenido que permite a los administradores crear fácilmente sitios web dinámicos. Se está convirtiendo en un framework como herramienta para pequeñas, medianas y grandes websites.
XOOPS está escrito en PHP y utiliza como Base de datos a MySQL.
XOOPS se encuentra bajo los términos de la licencia pública general (GPL) y cualquier persona es libre para utilizarlo, modificarlo y redistribuirlo bajo los mismos términos de la GPL.

## Para qué se puede usar XOOPS
Para desarrollar sitios personales con poco volumen de contenidos se puede utilizar un módulo de noticias (news, AMS, etc). También hay módulos que permiten usar Xoops como un weblog (weblog, wordpress, etc).
En el caso de sitios con contenidos más amplios se pueden usar módulos tales como: noticias, foros, enlaces, descargas, documentos, etc. Estos módulos permiten la participación de miembros y visitantes en el portal.
Para sitios corporativos o de gran escala se pueden desarrollar módulos propios o modificar los existentes. De esta forma se podrá contar con una tienda virtual, un completo sistema de encuestas, un sistema de E-learning, etc.

## Características de XOOPS
Base de datosXOOPS utiliza una base de datos relacional (actualmente MySQL) para almacenar los datos requeridos para funcionar cómo un sistema de gestión de contenido.
Completamente modularizadoLos módulos pueden ser instalados/desistalados/activados/desactivados con un simple click usando el sistema de administración de módulos de XOOPS.
Personalización ExtensibleEl Webmaster puede configurar o definir los artículos para el perfil del usuario. Los usuarios registrados pueden editar sus perfiles, seleccionar temas del sitio, escoger y subir su avatar, y mucho más!
Apoyado Por todo el mundoXOOPS fue creado y es mantenido por un equipo de varios voluntarios que trabajaban en todas partes del Mundo. La comunidad de XOOPS tiene docenas de sitios oficiales de ayuda alrededor del Mundo para el apoyo a usuarios no angloparlantes.
Soporte a idiomas multi-byteApoyo completo para idiomas multi-byte como el Chino, Japonés, Chino simplificado y Chino tradicional, Coreano, etc.
Sistema versátil de permisos de grupoSistema de gran alcance y de uso fácil para asignar permisos que permitan fijar a los administradores permisos a ciertos grupos de usuarios.
Interfaz de skin de Themes-baseXOOPS es conducido por un sistema de Themes. Los administradores y los usuarios pueden cambiar el estilo del sitio web con un simple click. Existe más de 200 temas contribuidos por los diseñadores del themes.

## Enlaces relacionados
- Sitio Oficial de XOOPS
- Sitio Oficial de XOOPS en español
- XOOPS en SourceForge

- Datos: Q1134931
- Multimedia: XOOPS / Q1134931